# سینمای بوتان

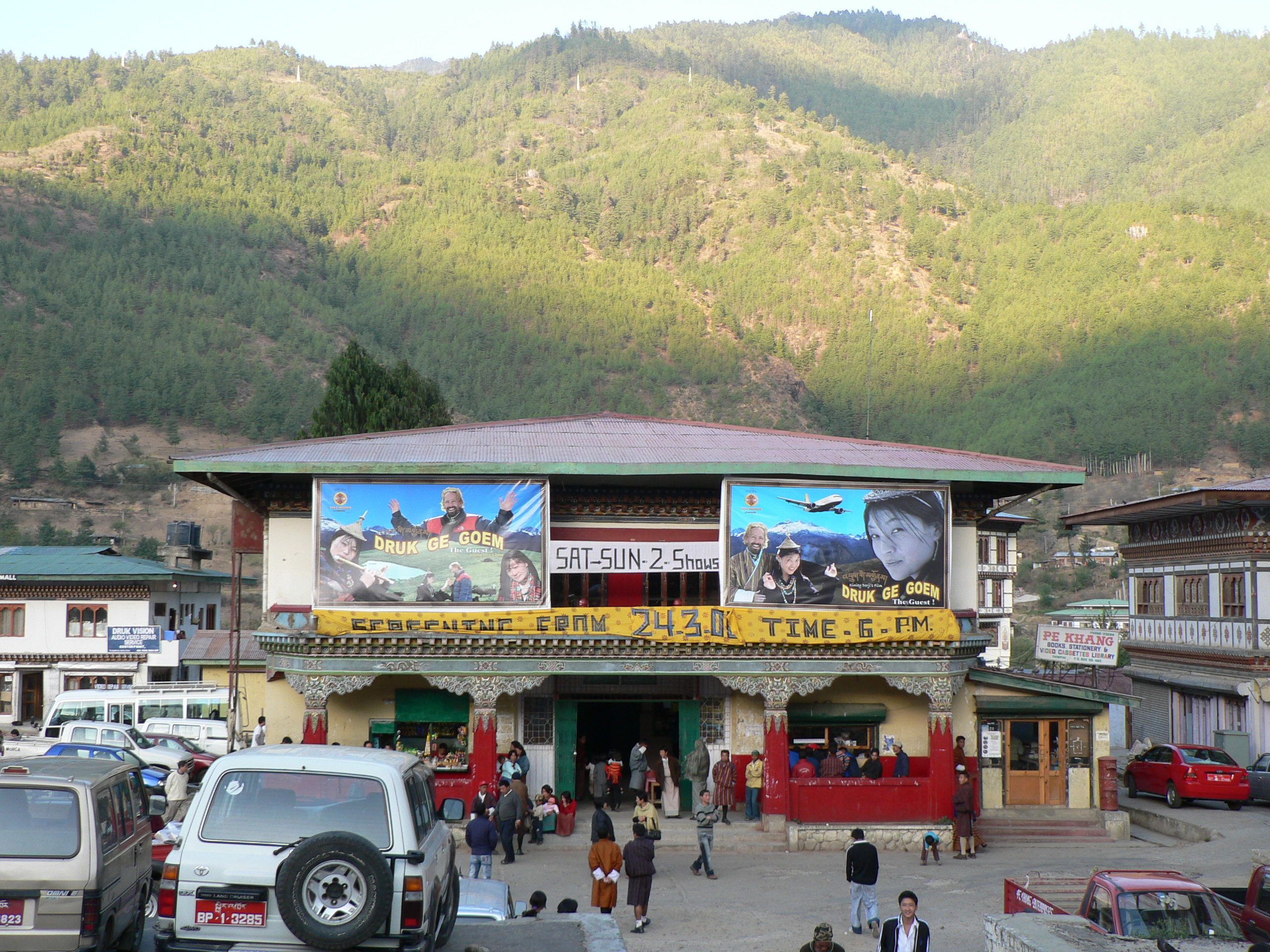
یک سالن سینما در تیمفو پایتخت بوتان

سینمای بوتان (cinema of Bhutan) یک صنعت کوچک و ابتدایی است. از اواسط دهه ۱۹۹۰ با پشتیبانی دولت روند رو به رشدی در این صنعت صورت گرفته‌است. از ابتدا صنعت فیلم بوتان به شدت تحت تأثیر همسایه خود هند و صنعت فیلم آن بالیوود قرار داشت و بیشتر فیلم‌های بوتانی اقتباسی از فیلم‌های هندی یا بر اساس سبک فیلمسازی بالیوود هستند.
از سال ۲۰۱۲ فیلمسازان محلی به اصالت سینمای بوتان متمایل شده‌اند. اکنون فیلم‌های بالیوود پس از گذشت بیش از یک دهه از سلطه در سرزمین بوتان، به ندرت در سالن‌های محدود بوتان دیده می‌شوند.

## پیشینه
در سال ۱۹۸۹، گاسا لامای سینگ ساخته یوگین واندی به عنوان اولین فیلم تاریخ سینمای بوتان ساخته شد. داستان این فیلم تقریباً یک بازسازی از عاشقانه رومئو و ژولیت بود. همین فیلم دوباره در سال ۲۰۱۶ توسط سونام لندوپ چریینگ؛ که کارگردان نسل دوم بوتان شمرده می‌شد ساخته شد.
گاسا لامای سینگ همچنین اولین مستندساز سینمای بوتان است. اولین مستند او با نام ارزش دانش محصول ۱۹۹۸دربارهٔ کودکی ۱۱ ساله است که زندگی او میان مدرسه و کار دنبال می‌شود. مستند دیگر او ارزش یک نامه محصول ۲۰۰۴ به زندگی یک نامه‌رسان می‌پردازد که طی ۲۶ سال در سراسر این سرزمین به نامه‌رسانی اشتغال داشته‌است.
در سال ۱۹۹۹ اولین فیلم مهم بوتان به نام کاپ ساخته یک راهب بودایی به نام زونگسار جامیانگ خینتسه ریپونچه ساخته شد که جزو لیست اولیه اسکار بهترین فیلم خارجی زبان قرار داشت اما در نهایت رای نیاورد. ریچونچه مشاور برناردو برتولوچی در ساخت فیلم بودای کوچک بود و فنون فیلم‌سازی را از وی فرا گرفت. این فیلم که ۹۳ دقیقه زمان دارد، روایتگر ۲ راهب جوان است که به شدت فوتبال را پیگیری می‌کنند و در تلاش‌اند بازی‌های جام جهانی ۱۹۹۸ را ببینند.

## آمار و ارقام
بوتان یک کشور دورافتاده است و جغرافیای طبیعی آن باعث شده کمترین امکانات سینمایی به‌توان در آن برقرار کرد. برای همین مردم بیشتر به تماشای دی وی دی می‌نشینند. کپی فیلم‌های روز هالیوود و بالیوود به سرعت در نپال و هند انجام می‌گیرد و به کمترین قیمت (حدود ۵۰ سنت برای هر دی وی دی) در بوتان در دسترس است. از سال ۱۹۹۸ تاکنون ۱۲۵ فیلم بلند و مستند در بوتان ساخته شده‌است. عمده این آثار مبتنی بر داستان‌گویی تاریخ شفاهی بودایی و به باورهای فوق طبیعی بوتانی‌ها اشاره داشته‌است. تیمفو پایتخت این کشور نیز ۶ سالن سینما دارد.